# برنجافور
برنجافور هي بلدة وبلدية في شمال البوسنة والهرسك ، وهي جزء من كيان جمهورية صربسكا. وتقع البلدية بالقرب من مدينة بانيا لوكا، التي تقع إلى الغرب من برنجافور

## التاريخ
حتى قبل أكثر من 700 سنة اعترف الناس بالإمكانيات الاقتصادية لمنطقة بلدية برنجافور الحالية. وعلى الرغم من وجود بعض المستوطنات من الفترة الرومانية هنا، إلا أن الاستيطان (بما في ذلك بناء الأديرة، مثل الأديرة في ستوبليه) لم يحدث إلا في العصور الوسطى,وكان السكان المحليين الذين يعيشون هناك يسمى برنجافورسي. ويعتقد أن هذا هو أصل اسم برنجافور.
في عام 1878 احتلت النمسا والمجر البوسنة، وكانت  منطقة برنجافور  مكتظة بالسكان. وقد بذلت السلطة جهود لجذب المستوطنين من أجزاء أخرى من الإمبراطورية، وبالتالي تم تسوية منطقة البلدية من قبل الإيطاليين والأوكرانيين والتشيك والبولنديين والهنغاريين والناس الناطقين بالألمانية من النمسا وألمانيا وبوهيميا والمجر وروسيا. وعلى الرغم من أن أكثر من نصف السكان لا يزالون صربا ، فإن الطابع المتعدد الأعراق للسكان يقود بلدية برنجافور إلى لقب «أوروبا الصغيرة».
في عام 1918 أصبحت البوسنة جزء من مملكة الصرب والكروات والسلوفينيين و توقفت جميع الهجرة. وخلال الفترة ما بين الحربين بين عامي 1918 و 1941 خضعت برنجافور لتنمية اقتصادية أكثر أهمية من خلال افتتاح ورش عمل حرفية وفنادق ومزيد من المحلات التجارية وعدد قليل من المصانع. من 1929 إلى  كانت 1941 برنجافور جزء من فرباس بانوفينا من مملكة يوغوسلافيا
وخلال الفترة الاشتراكية لجمهورية يوغوسلافيا الاتحادية الاشتراكية لم تكن برنجافور بلدية متقدمة جدا داخل البوسنة والهرسك.

## توأمة
لبرنجافور اتفاقيات توأمة مع:
- سراييفو

## أعلام
- ماركو تودوروفيتش
- ميلان بيجويفيتش